# Духовщинско-Демидовская операция
Духовщинско-Демидовская операция — наступательная операция войск Калининского фронта в Великой Отечественной войне, проведённая 14 сентября — 2 октября; часть Смоленской операции 1943 года.

## Положение сил
Войска Калининского фронта под командованием генерала армии А. И. Ерёменко, участвуя в Смоленской наступательной операции, в августе — начале сентября вклинились в оборону противника на духовщинском направлении на 6—7 км, но из-за недостатка сил не смогли развить успех. Противник, силами 6-й танковой армии (6-й армейский корпус вермахта) при поддержке авиации 6-го воздушного флота имел здесь хорошо оборудованную многополосную оборону, преодоление которой ещё более осложнялось лесисто-болотистым характером местности. 7 сентября с разрешения Ставки наступательные действия фронта были временно прекращены, и его войска приступили к подготовке Духовщинско-Демидовской операции.

## Планирование операции

### Замысел операции
Замыслом операции предусматривалось: войска Калининского фронта наносили удар своим левым крылом в общем направлении на Духовщину с целью разгромить духовщинско-демидовскую группировку противника (до 6 дивизий) и в дальнейшем, взаимодействуя с правофланговыми армиями Западного фронта, развивать наступление на Рудню, Витебск.
Для проведения операции привлекались 39-я армия генерал-лейтенанта Берзарина Н. Э. и часть сил 43-й армии генерал-лейтенанта Голубева К. Д. (всего 12 стрелковых дивизий), в резерве 5-й гвардейский стрелковый корпус, а также 3-я воздушная армия (генерал-лейтенант авиации Папивин Н. Ф.). Главный удар наносила 39-я армия. Плотность на участке прорыва (9 км) составляла: орудий и миномётов — 128, танков — 24 на 1 км фронта.

## Проведение операции
С утра 14 сентября войска 39-й армии и левого фланга 43-й армии перешли в наступление и, прорвав на нескольких участках первую оборонительную полосу противника, к исходу дня продвинулись на глубину 3—13 км; ширина фронта прорыва достигла 30 км. В результате 4-дневных боёв оборона немецких войск была полностью прорвана. В ночь на 19 сентября 39-я армия при поддержке Авиации дальнего действия овладела важным узлом обороны врага на путях к Смоленску — г. Духовщина. При разгроме врага в Духовщине большую роль сыграла созданная в 39-й армии армейская группа артиллерии разрушения в составе 103-й гаубичной артиллерийской бригады большой мощности. В честь освобождения города в Москве был дан салют 12 артиллерийскими залпами из 124 орудий.
20 сентября 1943 войсками Калининского фронта в ходе Духовщинско-Демидовской операции силами 4-й ударной армии был освобождён г. Велиж.
Войска 43-й армии 21 сентября освободили г. Демидов. Духовщинско-демидовская группировка противника была разгромлена, а его войска, находившиеся в районе Смоленска, глубоко охвачены с севера. Потеряв Демидов, противник начал отходить перед левым крылом фронта. Успешно продвигаясь, советские войска к 24 сентября вышли на рубеж 15 км юго-западнее Велиж, река Каспля, Демидов, 10 км севернее Смоленска. С потерей своих ключевых позиций немецкое командование стало отводить войска на запад. Развивая успех, соединения 39-й армии 29 сентября овладели сильным опорным пунктом и узлом коммуникаций противника на витебском направлении — г. Рудня.
К 2 октября войска левого крыла фронта вышли на рубеж западнее Понизовье, Рудня, но здесь, встретив организованную оборону немецких войск, были остановлены.

## Результаты операции
Разгром духовщинско-демидовской группировки противника сыграл важную роль в успешном завершении Смоленской операции 1943, а выход войск Калининского фронта на подступы к Витебску создавал благоприятные условия для последующего наступления на витебском направлении и охвата с севера немецкой группировки, действовавшей в Белоруссии. Войска Калининского фронта, несмотря на ограниченность в танках непосредственной поддержки пехоты и в самолётах, сумели прорвать заблаговременно подготовленную мощную оборону противника в сложных условиях лесисто-болотистой местности.
За боевые отличия в Духовщинско-Демидовской операции соединениям и частям Калининского фронта были присвоены почётные наименования: Духовщинских — 8, Демидовских — 7, Холмских — 7. 19-я гвардейская стрелковая дивизия за овладение г. Рудня удостоена почётного наименования «Рудненской», а 17-я гвардейская стрелковая Духовщинская дивизия и 47-я механизированная Духовщинская бригада были награждены орденом Красного Знамени. Ряд других соединений и частей награждены орденами.